# Église Saint-Romain de Budos
Pour les articles homonymes, voir Église Saint-Romain.
L'église Saint-Romain de Budos est une église catholique  située dans la commune de Budos, dans le département de la Gironde, en France.

## Localisation
L'église, presque en face de la mairie (l'ancienne presbytère), est située au cœur du village, qui est juché sur un promontoire dominant la vallée de la Garonne au nord et la vallée du Ciron vers l’est. Cette église est le plus ancien bâtiment de la commune

## Historique
L’église de Budos est dédiée à saint Romain du Mans. L'édifice, construit aux XIIe siècle, a été largement modifié ultérieurement, surtout au XVIe siècle, et n'a conservé de l'époque d'origine que son abside et son chœur.
| - L'abside romane (dessin de E. Piganeau, 1877). |

L’église initiale était dotée d’une nef unique orientée vers l’est avec une abside en cul-de-four. La façade ouest était surmontée d’un clocher-mur plat avec trois ouvertures recevant les cloches.
- Remaniement du XIVe siècle : Il a essentiellement concerné la réfection de la porte d'entrée qui est restée en l'état jusqu'en 1865.
- Extension à la fin du XVe siècle début du XVIe siècle : Entre la fin de la guerre de Cent Ans (1453) et le début des guerres de religion (vers 1560), la France a connu un siècle de paix et de tranquillité, ce qui est assez exceptionnel dans son histoire. Il en est résulté, en deux générations, une considérable expansion démographique qui a bientôt rendu insuffisante la capacité d'accueil de nombreuses églises locales.

C'est pour répondre à ce besoin d'extension que furent construites les deux nefs latérales, de part et d'autre de la nef romane, triplant ainsi, d'un seul coup la largeur du bâtiment.
- Remaniement du XVIIIe siècle : Le fond de l'abside est alors coupé d'un mur plat sur lequel on plaque un retable en stuc et en bois. L'espace compris au-delà de ce mur et le cul-de-four de l'abside sont alors transformés en sacristie, affectation qui a perduré jusqu'à nos jours. C'est à la même époque qu'a été construite la chaire en pierre.
- Réfection du clocher au XIXe siècle : Au milieu du XIXe siècle le clocher-mur roman commençait à donner de très sérieux signes de faiblesse. Une forte lézarde mettait sa stabilité en danger. On avait pensé pouvoir le consolider mais, pour avoir trop attendu, il fallut y renoncer et se décider à le démolir pour en construire un nouveau. Cette décision fut prise par le Conseil Municipal le 21 mars 1865.

Le dessin du nouvel ouvrage fut confié à Alexandre Antoine Lambert, architecte à Bordeaux. Sous la forte pression du Cardinal Donnet, Archevêque du diocèse, on abattait les anciens clochers romans pour les remplacer par des clochers pointus. Ce fut le cas à Budos. Le clocher porche surplombe et protège le portail. Il en coûta 10 426 francs à la commune, qui finança l'opération en vendant aux enchères ses landes communales.
Le clocher s'élève à une hauteur de 30 mètres. Il abrite deux cloches de la fin du XIXe siècle qui ont été achetées d'occasion au monastère du Broussey à Rions et installées dans les premières années du XXe siècle.
| - Le clocher. - Porche nord - Porche ouest - Porche sud - Blason de Budos |

Sur ses trois faces disponibles, le clocher porte les armoiries du pape Pie IX (face ouest et très détériorée), du Cardinal Donnet (face nord) et des barons de Larroque-Budos (face sud), en hommage à l'un de leurs descendants qui offrit l'horloge à l'église.
L'édifice a été inscrit au titre des monuments historiques dans son ensemble, à l'exception du clocher et de la sacristie, par arrêté du 4 novembre 1986.

## Description de l'église

### L'extérieur

#### Le chevet
| - Pan Nord-est - Pan Sud-est |

Les murs de l'abside du XIIe siècle sont faits dans un bel appareillage.
Le chevet est formé des deux travées droites du chœur au nord et au sud et des travées de l'abside pentagonale. Les travées sont séparées verticalement par dix groupes de trois colonnes accouplées, et chaque travée en trois zones horizontales, composées d'un soubassement et de deux étages.
Chaque pan était percé d'une baie couverte d'un arc en plein cintre qui retombe sur deux chapiteaux surmontant des colonnettes à base moulurée ; l'archivolte à double délardement concave retombe quant à elle sur une courte frise prolongeant le tailloir.
Le chevet est inscrit le 21 novembre 1925.
Les chapiteaux sont formés d'un astragale, d'une corbeille et d'un tailloir. Ce deuxième niveau est délimité en partie basse par un cordon végétal et en partie haute par un cordon mouluré.
| - Le chevet Sud |

| - Le chevet Nord |

Malheureusement, des interventions rénovatrices du XVIIe siècle, lors d’adjonction des bas-côtés et la sacristie au sud, ont laissé des traces qui nuisent à la qualité architecturale, notamment avec la présence de contreforts à glacis au sud-est et nord-est.
À l'origine le chevet possédait neuf baies au deuxième niveau. Trois d'entre elles ont été agrandies (au Sud, à l'Est et au Nord), les autres ont été murées. Parmi les six, trois ont été masquées par les contreforts et par la sacristie.
Il manque les chapiteaux des trois baies qui ont été agrandies. Il manque également : le chapiteau gauche de la baie du chœur nord ; le chapiteau droit de la baie de l'abside nord ; le chapiteau gauche de la baie de l'abside sud.
- Le chapiteau visible de la baie du chœur nord est décoré avec des entrelacs végétaux sur la corbeille et avec un oiseau attaquant un serpent, dont le corps forme des boucles sur le tailloir.
- Le chapiteau visible de la baie nord de l'abside est décoré avec crosses et postes sur la corbeille et nœuds d'entrelacs sur le tailloir.

|  |

|  |

- Les deux chapiteaux de la baie Nord-est de l'abside sont figurés. La corbeille du chapiteau de droit montre deux hommes barbus, habillés en tunique courte. Ils sont enchainés entre eux par des cordes épaisses. Un des hommes, le bas-ventre dénudé, est ithyphallique ; il tient son phallus de la main droite. Le tailloir est décoré avec des entrelacs fleurdelisés.

La corbeille du chapiteau de gauche est décorée avec une paire d'oiseaux qui picorent une pigne de pin, ou une grappe de raisins.
- Le chapiteau droit de la baie Sud-est de l'abside est également figuré. On trouve sur l'angle un homme barbu, habillé en tunique longue, aux manches évasées. Ses mains sont posées sur son ventre. À ses côtés on discerne les jambes de deux personnages, habillés de la même façon. Il est difficile de dire plus, car le chapiteau est couvert de lichens.

La corbeille du chapiteau de gauche est décorée avec des crosses et le tailloir avec des rinceaux de feuillages.
- Le chapiteau visible de la baie du chœur sud est décoré avec des entrelacs.

#### Le portail
| - Le portail |

| - Ébrasure nord - Ébrasure sud |

| - Les végétaux - Colère et Avarice |

Le portail, qui date du XIVe siècle et qui s'ouvrait dans un clocher-mur, a été réduit dans ses dimensions lors de la construction de l'actuel clocher-porche en 1866. Il est constitué d'une porte en arc brisé et d'une voussure actuellement à quatre rouleaux à ressauts retombant sur quatre colonnettes par le biais de quatre chapiteaux et sur les ressauts de l'ébrasement.
Les quatre chapiteaux de l'ébrasement nord étaient ornés de végétaux. Ceux de l'ébrasement sud représentaient des péchés capitaux : la luxure, la goinfrerie, la colère et l'avarice.
À l'occasion des travaux sur le clocher-porche, des piliers et des colonnettes ont été supprimés et quatre chapiteaux, deux végétaux et ceux représentant la Colère et l'Avarice. ont été enlevés pour être encastrés dans le mur, à droite et à gauche de la porte d'entrée du presbytère (qui est devenu la mairie de Budos en 1988).
Le portail est inscrit le 4 novembre 1986.
Tous les chapiteaux sont très érodés. Le dessin de Léo Drouyn (1847) donne des détails des quatre chapiteaux figurés, qui sont, aujourd'hui, malheureusement difficiles à discerner.
|  |

|  |

|  |

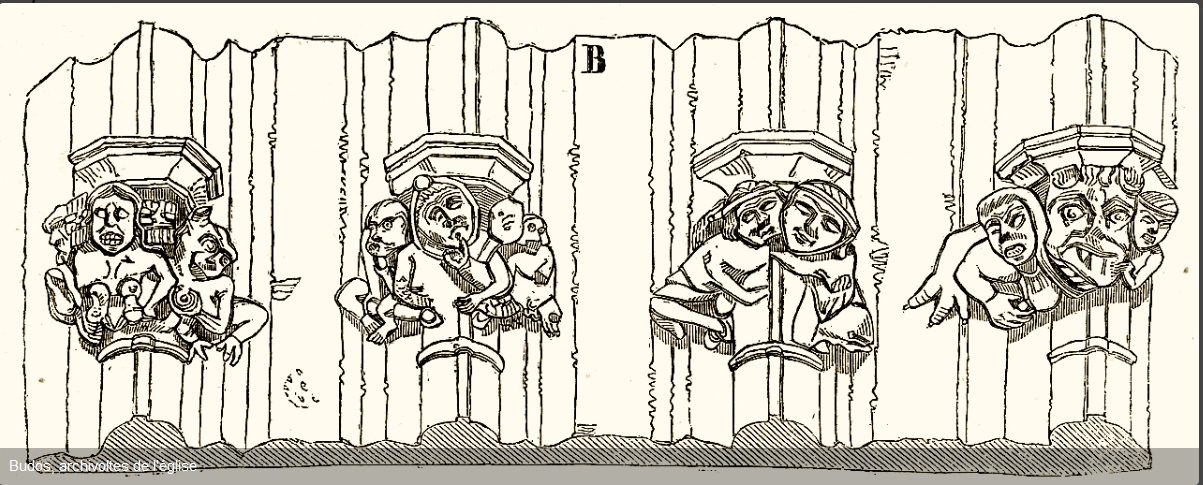
Naissance des quatre archivoltes du portail, Léo Drouyn (1847)

- La Luxure qui est symbolisée par une femme, à face grimaçante. Elle serre avec force deux serpents qui tètent ses seins, tandis que deux diables lui peignent les cheveux, ce qui est un symbole de la Vanité.
- La Gourmandise ou Goinfrerie est représentée par un personnage gros et joufflu, coiffé d'un capuchon. Il porte un jambon ou une outre sous le bras gauche ; un os dans la main est placé entre un singe et un chien.
- La Colère est symbolisée par deux hommes en robe longue, à mains épatées, qui se battent.
- L'Avarice est représentée par un diable à grosse tête étreignant un homme qui porte une lourde bourse à son cou.

#### Les chapiteaux de la sacristie

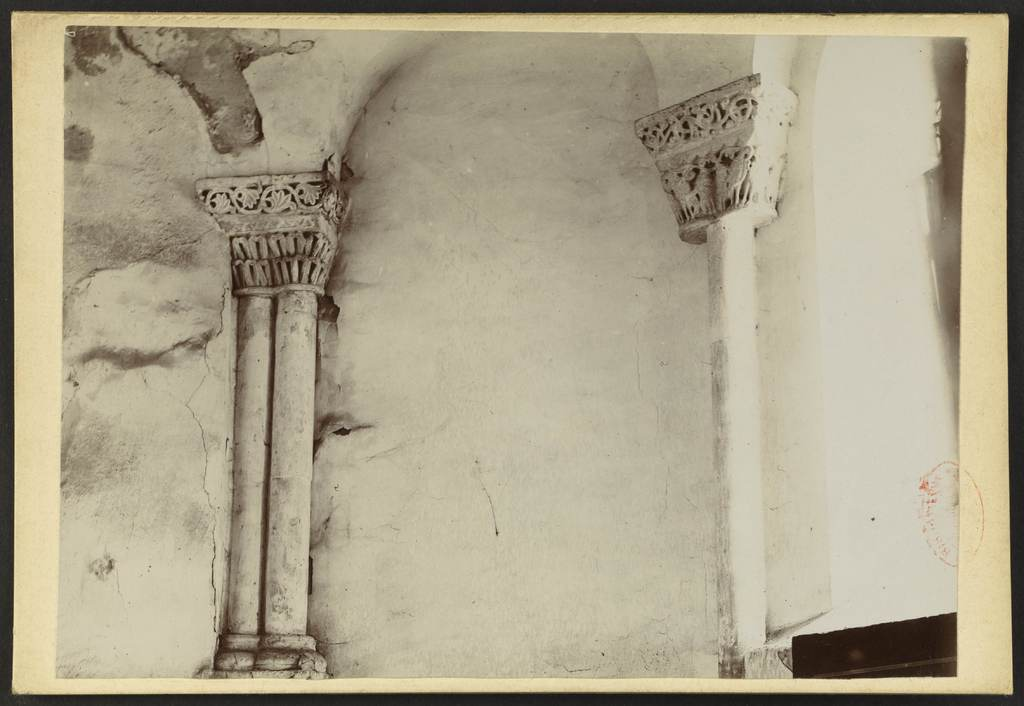
Chapiteaux de la sacristie (Brutails)

La construction d'un mur de séparation entre le chœur et l'abside romane au XVIe siècle et d'un bâtiment sur le flanc sud du chœur a permis la réalisation d'un sacristie à deux pièces. Les chapiteaux sculptés du XIIe siècle qui décoraient les baies de l'abside étaient donc cachés de la vue des paroissiens. Jean-Auguste Brutails a pris quelques photographies à la fin du XIXe siècle, vers 1896.
Les quatre chapiteaux sont inscrits, le 4 novembre 1986.
Les chapiteaux surmontaient des colonnettes jumelées autour des trois baies de l'abside. Actuellement seul le chapiteau de gauche de la baie nord possède les deux colonnettes, les autres chapiteaux prennent appui sur une seule colonnette. Chaque chapiteau est constitué d'un astragale torique, d'une double corbeille, d'un tailloir chanfreiné et trois sont aussi pourvus d'un abaque.
| - Chapiteau A - Chapiteau B |

| - Chapiteau C - Chapiteau D |

- Chapiteau A : Le tailloir est décoré avec des rinceaux et la face antérieure de l'abaque avec des bâtons rompus. La double corbeille est couverte avec des crosses affrontées.
- Chapiteau B : Le tailloir est décoré avec des entrelacs végétaux et l'abaque avec des festons. La double corbeille est symétrique. Sur la face principale, une paire d'oiseaux affrontés. Ils tiennent mutuellement dans leur bec un objet indéterminé. A chaque angle de la corbeille se trouve également une paire d'oiseaux affrontés, chacun tenant une liane dans son bec. Les pattes palmées des quatre oiseaux sont posées sur l'astragale.
- Chapiteau C : Le tailloir est décoré avec des festons de feuillage, l'abaque est sans décor. Le décor sur la corbeille double est symétrique. Sur chaque corbeille on trouve une paire de lions, leurs têtes affrontées sur l'angle. Ils sont presque des lions bicorporés. Chacun possède une longue queue qui passe entre ses jambes, puis remonte pour devenir fleurdelisée.
- Chapiteau D : Le chapiteau est double et symétrique, mais presque la moitié est invisible et couverte d'un crépi. Le tailloir est décoré avec un entrelacs de végétaux, lions affrontés et végétaux sur la corbeille, entrelacs végétaux sur le tailloir. Sur la petite face de la corbeille on voit le corps d'un lion, sa tête, sur l'angle, est quasi-humaine. Plus bas sur l'angle se trouve une autre tête semblable, mais renversée. Il semble que, sur la face principale, l'on peut discerner le corps d'un lion et dans ce cas, les deux lions sont dans la position de 'dominateur-dominé'.

### L'intérieur

#### Nef centrale
| - La nef vers l'Est. |

| - La chaire à prêcher (Brutails, 1896). - Christ en croix. |

En avançant vers le chœur, à gauche s'élève la chaire du XVIIIe siècle, tout en pierre, massive et très dépouillée. On trouvera la même, identique, dans l'église Saint-Martin de Bommes et deux autres, très semblables aux églises de Barsac et de Saint-Michel-de-Rieufret. Au XIXe siècle la partie basse était peinte en faux marbre, comme le montre la photographie de Brutails.
Au mur en face, un Christ en bois, de grande taille.
L'entrée du chœur est dominée par un arc triomphal en anse de panier. La corbeille du chapiteau sud est ornée de deux têtes humaines (une à chaque angle) et de besants. La corbeille du chapiteau nord est nue.
Derrière le Maître Autel, un mur plat a été édifié au début du XVIIIe siècle, afin de cloisonner l’abside. L'abside romane est ainsi dissimulée. Cet aménagement permet d’isoler l’extrémité de l’église, où est alors installée la sacristie.
De ce fait on ne peut plus voir les chapiteaux sculptés du XIIe siècle.

#### Le maître-autel
|  |

|  |

Le Maître-autel et son Tabernacle, entouré de colonnettes, sont en marbre des Pyrénées fabriqué à Bagnères-de-Bigorre dans l'atelier du marbrier Aimé Géruzet.
Il a été transporté jusqu'à BUDOS en char à bœufs et inauguré le 17 février 1846.
Le médaillon central du devant d’autel représente le pélican mystique et ses petits. Le Pélican est l’un des symboles de Jésus Christ nourrissant les hommes de son corps et de son sang. Symbole contenu dans le sacrement de l’Eucharistie où Dieu se donne en nourriture. L'autel est inscrit à l'Inventaire Général du Patrimoine Culturel le 25 janvier 2002.

#### Le retable du maître-autel
|  |

L’église est dotée au XVIIIe siècle d’un nouveau décor : un retable est installé dans le chœur, contre ce mur plat nouvellement construit.
Ce retable, classé à titre d'objet le 12 janvier 1971, en bois sculpté, peint et doré, est architecturé par quatre colonnes à chapiteaux corinthiens soutenant un dais sur consoles.
- Le dais abrite une représentation de la colombe du Saint-Esprit. Le retable se développe sur trois travées : un corps central et deux ailes latérales.
- Le tableau central représente saint Romain, disciple de saint Martin de Tours, en tenue d’évêque.
- Des attributs liturgiques sur fond de grisaille décorent ses panneaux latéraux, surmontés d'un angelot : seau à eau bénite, aiguière, chandeliers, cierges, calice, ciboire, étole, pampres, ruban et fleurs, encensoir, burettes sur un plateau circulaire, livre, crosse, mitre, croix, ostensoir, épis de blé et...

#### Les bas-côtés
| - Le bas-côté Sud. |

| - Le bas-côté Nord. |

Les voûtes des deux bas-côtés ont été édifiées en 1868 sur une souscription organisée dans la paroisse par M. L'Abbé Pinsan, curé de l'époque.
Les sols sont couverts de carreaux de terre cuite dits "de Gironde" tout comme l'était l'ensemble des sols du bâtiment jusqu'à la pose du revêtement de bois de la nef centrale à la fin des années 1930.
Dans l'allée centrale de la chapelle Notre-Dame (bas-côté sud) on remarquera un dallage de pierres brutes. Elles recouvrent les sépultures des Barons de La Roque-Budos, anciens Seigneurs du village et de leur famille. La dernière de ces inhumations fut celle de Michel Joseph de La Roque en novembre 1770.
Sur le mur occidental, à l'opposé de l'autel Notre-Dame, près des fonts baptismaux, figure un grand tableau très détérioré représentant une Vierge à l'Enfant remettant un scapulaire à saint Dominique (on trouve le même thème sur le vitrail sur la nef sud.). Au-dessous, se trouve un petit retable en bois doré du XVIIe siècle (classé) représentant une Annonciation, la Vierge figurant sur le panneau de gauche et l'Ange Gabriel sur le panneau de droite.
|  |

|  |

Le bas-côté nord abrite l'autel dédié à saint Pierre. Il rappelle une dévotion ancestrale à Budos à ce Saint patron, célébrée dans une chapelle dont quelques ruines subsistent encore (voir Ruines de la chapelle Saint-Pierre).
Sur le mur occidental, à l'opposé de l'autel St. Pierre, se trouve un autel en bois en mémoire des morts du village disparus au cours des deux dernières guerres. Il a été érigé en 1942.
Son plancher a recouvert à gauche, au pied de l'inscription "Gloire à nos Héros", une énorme pierre circulaire d'environ 80 cm de diamètre percée d'un trou en son centre et obturant un passage dont on ne sait à quoi il peut donner accès. C'est le mystère de l'église. Des légendes de Crypte ou de souterrain vers le château ont toutefois couru. Elles sont peu crédibles, car la nappe phréatique est ici toute proche sous les fondations de l'édifice. Il pourrait bien s'agir d'un simple puits.
Le chemin de croix a été inauguré le 14 mai 1852 à l'occasion d'une mission prêchée par des Pères maristes.

#### Les vitraux
Les vitraux actuels, qui sont l’œuvre du Maître-verrier bordelais Henri Curcier, ont progressivement remplacé des vitrages cloisonnés en grisaille, entre 1896 et 1903. Ils sont tous inscrits sur l'Inventaire Général du Patrimoine Culturel le 25 janvier 2002.
Les vitraux de la nef sud illustrent, respectivement :
- A. Saint Clotilde recevant l'anneau de fiançailles que lui apporte un messager de Clovis.
- B. La communion de la Sainte Vierge.
- C. Remise du rosaire à saint Dominique et du scapulaire à saint Catherine de Sienne.
- D. Le mariage de la Vierge.

| - A. - B. - C. - D. |

Les vitraux de la nef nord illustrent :
- E. Saint Charles Borromée portant la communion aux pestiférés de Milan.
- F. Saint Martin de Tours consacrant prêtre saint Romain de Blaye.
- G. Jésus-Christ donnant les clefs à saint Pierre.
- H. La Sainte Famille.

| - E. - F. - G. - H. |

## Les curés de Budos
Liste dressée jusqu'en 1692 par l'abbé Albert Gaillard, curé-doyen de Belin, membre de la Société des Archives historiques de la Gironde, et, depuis 1692 jusqu'à 1875, par M. l'abbé Fourcan, curé de Budos :

## La restauration auXXIesiècle
Vers la fin du XXe siècle l'église donnait des signes d'inquiétude : l'Arc triomphal et la voûte de la Nef avaient le plafond fissuré ; la couverture, la charpente et le clocher avaient besoin de réfection. Entre 1999 et 2001 l'église fut fermée par ordre préfectoral.
- 2001, le conseil municipal entame des démarches pour restaurer l'édifice. L'architecte Monsieur Jean-Marie Billa, en liaison avec l'architecte des monuments de France, feront enfin débuter les travaux de consolidation et réfection.
- 2002, la première des trois tranches débute. La toiture sur 1/3 de la surface et les travaux de maçonnerie et un renfort pour la consolidation de l'Arc Triomphal et la voûte de la nef.
- 2004, l'église recevait à nouveau l'autorisation d'être ouverte au public.
- 2005, la deuxième tranche, la restauration du clocher, durera de septembre 2005 à la fin 2006.
- 2007, la troisième tranche de travaux est entamée avec la réfection de la toiture et charpente pour les deux tiers restants.